# 御幣島駅
御幣島駅（みてじまえき）は、大阪府大阪市西淀川区御幣島一丁目にある、西日本旅客鉄道（JR西日本）JR東西線の駅である。駅番号はJR-H47。駅シンボルは、当駅の周辺に川が多く、渡し船が航行していたことにちなみ、「渡し船」である。駅カラーはスカイグレーである。
歌島橋交差点の北側に位置する。

## 歴史
- 1996年（平成8年）5月16日：駅名を「御幣島駅」に決定。仮駅名は「歌島橋駅」であった[4][注 1]。
- 1997年（平成9年）3月8日：JR東西線の尼崎駅 - 京橋駅間の全線開通と同時に開業[2]。Jスルーが導入される[2]。
- 2003年（平成15年）11月1日：ICカード「ICOCA」の利用が可能となる[5]。
- 2011年（平成23年）3月8日：JR宝塚・JR東西・学研都市線運行管理システム導入。接近メロディ導入。
- 2018年（平成30年）3月17日：駅ナンバリングが導入される。

## 駅構造
島式ホーム1面2線を持つ地下駅である。8両編成対応。改札口は1ヶ所のみ。地上への出入口は、西淀川区役所付近の1番出入口、バスターミナル付近の2番出入口、尼崎寄りの3番出入口の3ヶ所。歌島橋交差点地下にある地下道や地下駐輪場にも繋がっている。なお、ホームに設置されているエスカレーターは上りのみである。
トイレは改札内奥にある。
直営駅（北新地駅の被管理駅）かつICOCA利用可能駅（相互利用可能ICカードはICOCAの項を参照）。

### のりば
| のりば | 路線     | 方向 | 行先                     |
| ------ | -------- | ---- | ------------------------ |
| 1      | JR東西線 | 下り | 尼崎・宝塚・三ノ宮方面   |
| 2      | JR東西線 | 上り | 北新地・京橋・四条畷方面 |

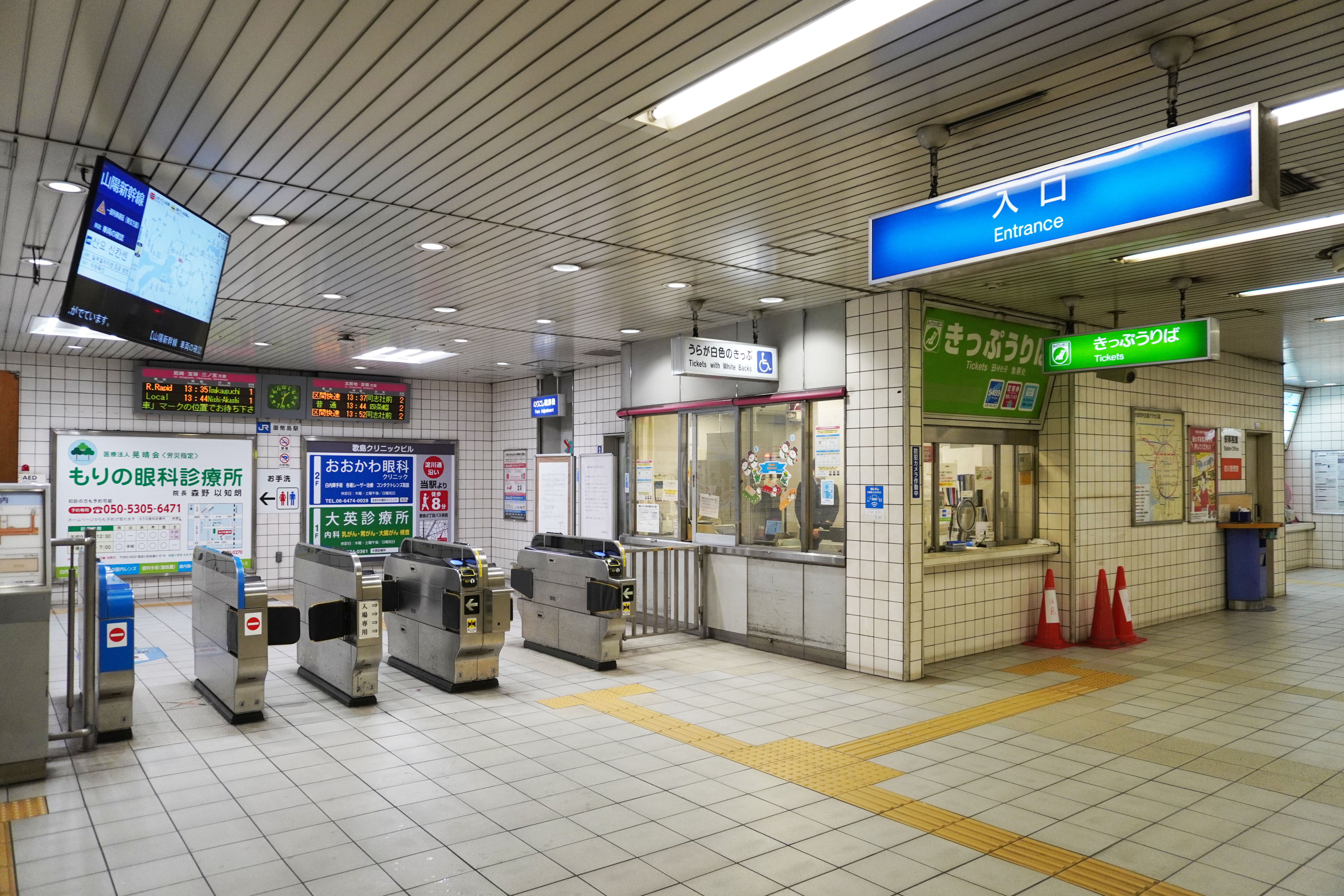
改札口（2023年2月）
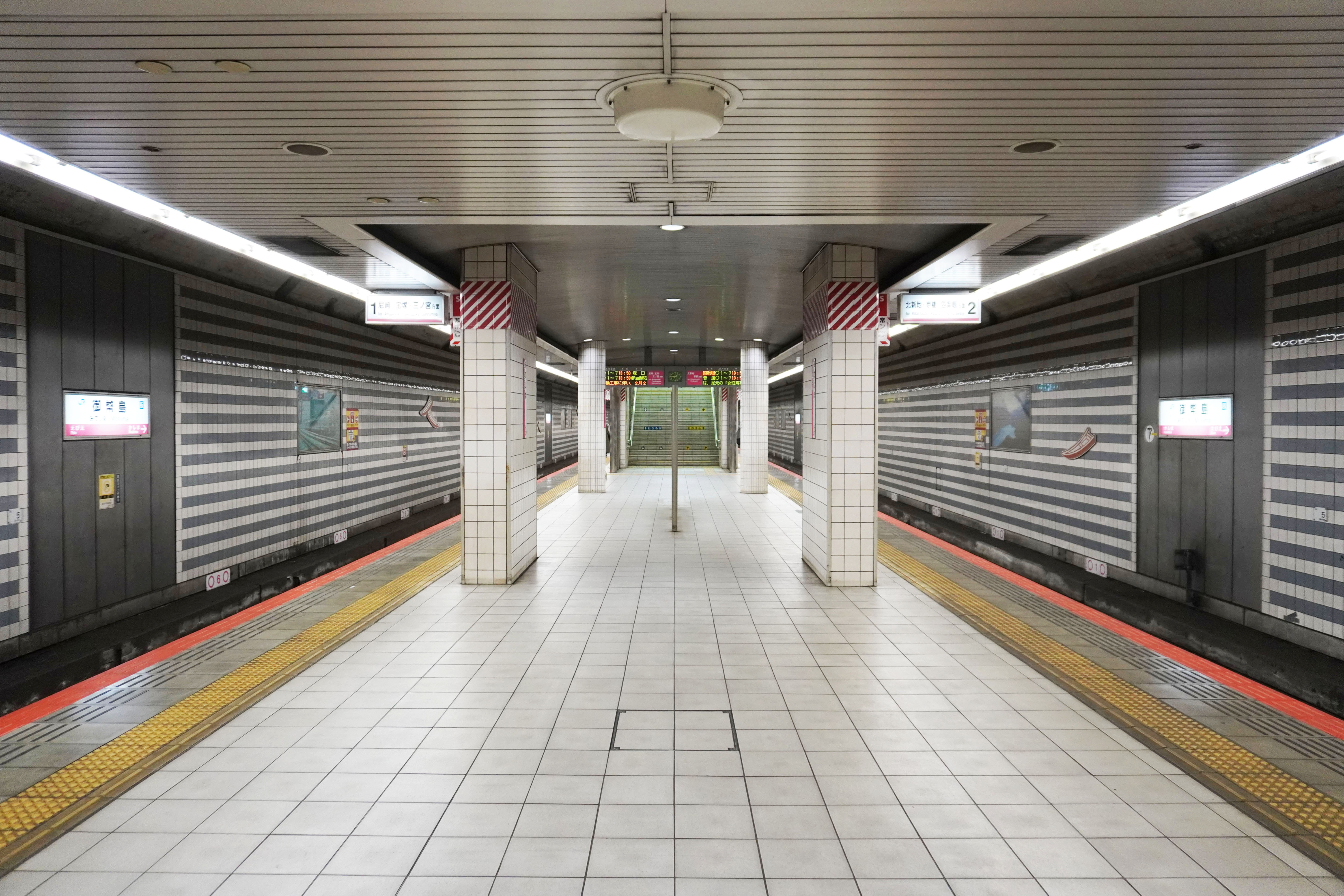
ホーム（2023年2月）

## 利用状況
2023年（令和5年）度の1日平均乗車人員は13,273人である。
開業後各年度の1日平均乗車人員は下表の通り。
| 年度               | 1日平均 乗車人員 | 増減率 | 定期利用状況 | 定期利用状況 | 出典          |
| 年度               | 1日平均 乗車人員 | 増減率 | 1日平均      | 定期率       | 出典          |
| ------------------ | ---------------- | ------ | ------------ | ------------ | ------------- |
| 1997年（平成09年） | 6,301            |        | 4,082        | 64.8%        | [ 大阪府 1 ]  |
| 1998年（平成10年） | 7,240            | 14.9%  | 4,902        | 67.7%        | [ 大阪府 2 ]  |
| 1999年（平成11年） | 7,640            | 5.5%   | 5,171        | 67.7%        | [ 大阪府 3 ]  |
| 2000年（平成12年） | 8,279            | 8.4%   | 5,617        | 67.8%        | [ 大阪府 4 ]  |
| 2001年（平成13年） | 8,880            | 7.3%   | 6,131        | 69.0%        | [ 大阪府 5 ]  |
| 2002年（平成14年） | 9,270            | 4.4%   | 6,455        | 69.6%        | [ 大阪府 6 ]  |
| 2003年（平成15年） | 9,670            | 4.3%   | 6,825        | 70.6%        | [ 大阪府 7 ]  |
| 2004年（平成16年） | 9,852            | 1.9%   | 7,049        | 71.5%        | [ 大阪府 8 ]  |
| 2005年（平成17年） | 10,051           | 2.0%   | 7,223        | 71.9%        | [ 大阪府 9 ]  |
| 2006年（平成18年） | 10,580           | 5.3%   | 7,602        | 71.9%        | [ 大阪府 10 ] |
| 2007年（平成19年） | 10,869           | 2.7%   | 7,810        | 71.9%        | [ 大阪府 11 ] |
| 2008年（平成20年） | 11,056           | 1.7%   | 7,925        | 71.7%        | [ 大阪府 12 ] |
| 2009年（平成21年） | 11,111           | 0.5%   | 7,959        | 71.6%        | [ 大阪府 13 ] |
| 2010年（平成22年） | 11,337           | 2.0%   | 8,104        | 71.5%        | [ 大阪府 14 ] |
| 2011年（平成23年） | 11,673           | 3.0%   | 8,366        | 71.7%        | [ 大阪府 15 ] |
| 2012年（平成24年） | 11,952           | 2.4%   | 8,532        | 71.4%        | [ 大阪府 16 ] |
| 2013年（平成25年） | 12,182           | 1.9%   | 8,703        | 71.4%        | [ 大阪府 17 ] |
| 2014年（平成26年） | 12,144           | -0.3%  | 8,767        | 72.2%        | [ 大阪府 18 ] |
| 2015年（平成27年） | 12,620           | 3.9%   | 9,136        | 72.4%        | [ 大阪府 19 ] |
| 2016年（平成28年） | 12,880           | 2.1%   | 9,356        | 72.6%        | [ 大阪府 20 ] |
| 2017年（平成29年） | 13,185           | 2.4%   | 9,607        | 72.9%        | [ 大阪府 21 ] |
| 2018年（平成30年） | 13,437           | 1.9%   | 9,773        | 72.7%        | [ 大阪府 22 ] |
| 2019年（令和元年） | 13,547           | 0.8%   | 9,877        | 72.9%        | [ 大阪府 23 ] |
| 2020年（令和02年） | 11,641           | -14.1% | 8,845        | 76.0%        | [ 大阪府 24 ] |
| 2021年（令和03年） | 11,920           | 2.4%   | 8,944        | 75.0%        | [ 大阪府 25 ] |
| 2022年（令和04年） | 12,636           | 6.0%   | 9,247        | 73.2%        | [ 大阪府 26 ] |
| 2023年（令和05年） | 13,273           | 5.0%   | 9,653        | 72.7%        | [ 大阪府 27 ] |

## 駅周辺
- 西淀川区役所 - 西淀川図書館・水道局等も併合
- 西淀川郵便局
- 西淀川警察署
- 西淀川消防署
- 大阪市立香簑小学校
- 大阪市立歌島小学校
- 大阪市立御幣島小学校
- 大阪市立歌島中学校
- 大野川緑陰道路（歌島橋）
- 好文学園女子高等学校
- 西淀病院
- 西淀川税務署
- スモカ歯磨本社
- 江崎グリコ本社
- 関西グリコ（江崎グリコ本社工場が分社化された）
- 開成教育セミナー　御幣島教室
- 三菱UFJ銀行歌島橋出張所
  - ※2021年11月22日より、西野田支店・四貫島支店(野田阪神駅、野田駅 (阪神)、海老江駅に至近。)内に移転。ATMのみの店舗となる。

### 歌島橋交差点
歌島橋交差点（うたじまばしこうさてん）は、御幣島駅の南・直上にある道路交差点である。
国道2号、府道大阪池田線（みてじま筋・淀川通）、市道淀川北岸線（淀川通）が交わる五叉路であり、大阪でも主要渋滞ポイントのひとつである。大阪市西淀川区のみならず、阪神間の交通の要所でもあり、大阪・神戸方面だけでなく、池田・豊中方面や阪神高速湾岸線方面との結節点になっており、交通量が多い。
交差点地下には地下道が設置されており、御幣島駅や地下駐輪場にも繋がっている（地下道は自転車を押して歩く事が出来るが御幣島駅構内部分は自転車進入不可）。
1998年（平成10年）度より歌島橋交差点改良事業が開始され、2010年（平成22年）3月30日に完了した。地下通路・エレベータが設置されて歩車分離された結果、交差点周辺の渋滞長が減少した。
なお、歌島橋は当交差点の南側に位置する大野川緑陰道路（旧大野川）にかかる国道2号の橋（大正13年完成）である。
合流道路
- 国道2号（神戸・梅田新道方面）
- みてじま筋（府道大阪池田線）
- 淀川通（府道大阪池田線）
- 淀川通（市道淀川北岸線）

## バス路線

### 御幣島駅バス停
大阪シティバス（旧・大阪市営バス）の停留所。

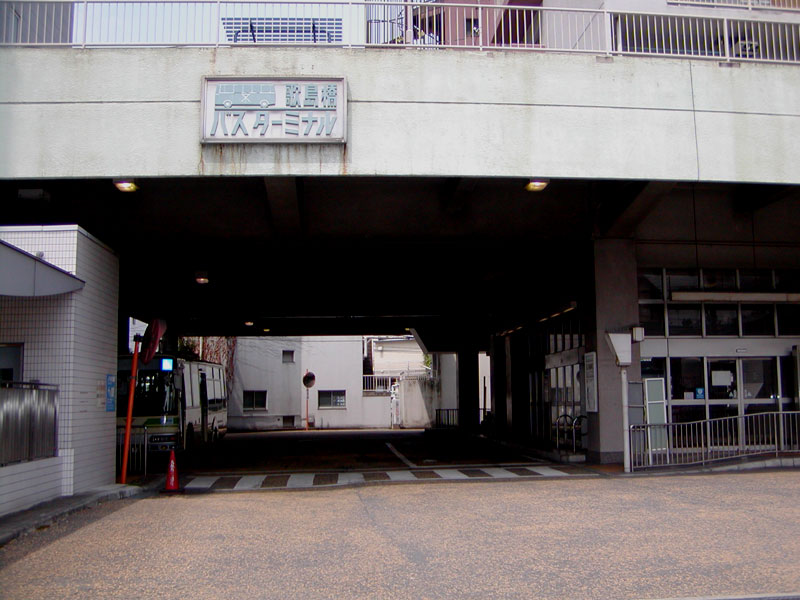
歌島橋バスターミナル（現在は閉鎖）

かつては、トイレや自動販売機が併設されている歌島橋バスターミナル（1981年3月3日開設）が2番出入口横にあったが、2014年3月31日をもって廃止され、代替として御幣島駅バス停が周辺路上に新設された。2006年3月31日まで、回数券やレインボーカードの窓口発売をしていた。2013年3月に廃止された赤バス西淀川ループの代替として運行を開始したに〜よんバスも乗り入れていた。また、バスターミナル廃止に伴い当駅周辺で折り返す市バス路線はなくなった。
- 38号系統：竹島三丁目[注 3] / 野田阪神前
- 42号系統：中島公園・中島二丁目 / 大阪駅前
- 92号系統：福町 / 大阪駅前

なお、2019年2月現在も歌島橋バスターミナルの跡地はそのままになっており、西淀川区が借り受けてたまにイベントが開催される。上層階はもともとUR賃貸住宅で、2019年2月現在も入居者募集を継続中である。

### 歌島橋バス停
歌島橋交差点南東側の国道2号（阪神国道）上に停留所がある。かつては、国道2号を運行する阪神バスの停留所があったが、2024年1月13日ダイヤ改正により休止された。
大阪シティバス
- 38号系統：竹島三丁目 / 野田阪神前

## 隣の駅
西日本旅客鉄道（JR西日本）
 JR東西線
■快速・■区間快速・■普通（全てJR東西線内各駅停車）
海老江駅 (JR-H46) - 御幣島駅 (JR-H47) - 加島駅 (JR-H48)

### 記事本文